# Liophidium
Liophidium — рід змій родини Pseudoxyrhophiidae. Представники цього роду мешкають на Мадагаскарі і Майотті.

## Види
Рід Liophidium нараховує 10 видів:
- Liophidium apperti Domergue, 1984
- Liophidium chabaudi Domergue, 1984
- Liophidium maintikibo Franzen, Jones, Raselimanana, Nagy, D’Cruze, Glaw & Vences, 2009
- Liophidium mayottensis  (W. Peters, 1874)
- Liophidium pattoni Vieites, Ratsoavina, Randrianiaina, Nagy, Glaw & Vences, 2010
- Liophidium rhodogaster (Schlegel, 1837)
- Liophidium therezieni Domergue, 1984
- Liophidium torquatum (Boulenger, 1888)
- Liophidium trilineatum Boulenger, 1896
- Liophidium vaillanti (Mocquard, 1901)

## Етимологія
Наукова назва роду Liophidium походить від сполучення слів дав.-гр. λειος — гладкий і οφιδιον — змійка.